# クロトガリザメ
クロトガリザメ (黒尖鮫、Carcharhinus falciformis) は、メジロザメ属に属するサメの一種。全世界の熱帯の外洋域で見られ、最も個体数の多い外洋性サメの一つである。深度50mまでの表層を高速で回遊する。体は細い流線型で、通常2.5m程度。第一背鰭が小さく、第二背鰭の後端が長く伸び、鎌型の長い胸鰭を持つことが特徴である。背面は金属光沢のある灰褐色で、腹面は白い。皮膚は非常に滑らかに見え、ここから英名 "Silky shark" が付けられた。
高速で粘り強い捕食者で、主に硬骨魚や頭足類を食べる。連携して小魚の群れを襲うことや、好物であるマグロを追って長距離を移動することがある。胎生で年中繁殖し、雌は1-2年ごとに16匹までの仔を産む。幼体は大陸棚の岩礁で成長した後、外洋へ出て行く。大きさと歯の形状から、ヒトに対して潜在的に危険だと考えられるが、外洋性のために遭遇する機会は少ない。個体数が多いことからフカヒレなどを目的に大量に漁獲され、マグロ漁による混獲数も多い。個体数は急激に減少しており、IUCNは保全状況を危急種としている。

## 分類

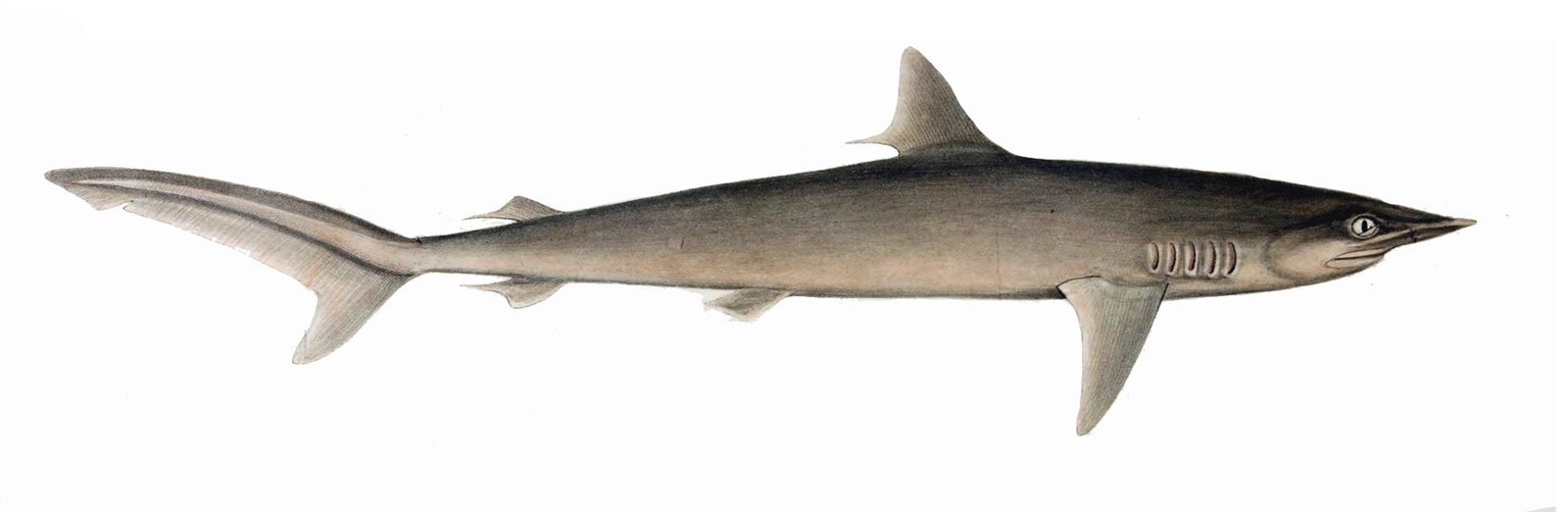
記載論文のイラスト。

ドイツの生物学者ヨハネス・ペーター・ミュラーとヤーコプ・ヘンレによる1839年の著作 Systematische Beschreibung der Plagiostomen において、Carcharias (Prionodon) falciformis の名で記載された。その後本種はCarcharhinus 属に移された。ミュラーとヘンレがキューバから得られた53cmの胎児をタイプ標本に用いたため、成体は長年に渡って別の種として扱われ、1943年にはHenry Bigelow・William Schroeder・Stewart SpringerによってCarcharhinus floridanus として記載文が発表された。1964年に、Jack Garrick・Richard Backus・Robert Gibbs, Jr.によってC. floridanus はC. falciformis のシノニムとされた。
種小名 falciformis はラテン語で"鎌型"を意味し、背鰭と胸鰭の形に因んだものである。英名silky sharkは、小さく密な皮歯によって、他のサメより皮膚の質感が繊細であることに由来する。他の英名として、blackspot shark（通常はCarcharhinus sealei を指す）・grey reef shark（通常はオグロメジロザメを指す）・grey whaler shark・olive shark・reef shark・ridgeback shark・sickle shark・sickle silk shark・sickle-shaped shark・silk shark・silky whalerがある。

## 系統
ノースカロライナ州の2個体のヒゲクジラの近く（一つは更新世-完新世（約12,000年前）の泥岩、もう一つはグースクリークの後期鮮新世（約3500万年前）の石灰岩）と、プンゴ川の中新世（2300-530万年前）の層、イタリア・トスカーナ州のCava Serredi採石場の鮮新世の地層から歯の化石が発見されている。さらに、滑らかな歯を持った、本種の系統の古い代表種である Carcharhinus elongatus が漸新世（3400-2300万年前）のバージニア州のOld Church層・サウスカロライナ州のAshley層から得られており、記載が不十分ではあるが、エジプトの始新世（5600-3400万年前）の層からも、この種に似た一揃いの歯が知られている。
初期の形態系統解析ではCarcharhinus sealei と近縁だとされ、1988年には、ハナグロザメ・ツマグロ・Carcharhinus cautus ・クロヘリメジロザメ・ナガハナメジロザメとともに"transitional group"と命名された群に含められた。1992年の分子系統解析では、ペレスメジロザメ・ガラパゴスザメ・ヨゴレ・ドタブカ・ヨシキリザメを含むクレードの姉妹群に位置づけられた。2012年の包括的な解析結果ではこれと異なる系統樹が描かれているが、ヨシキリザメと近縁であることについては一貫した結果が得られている。

## 分布

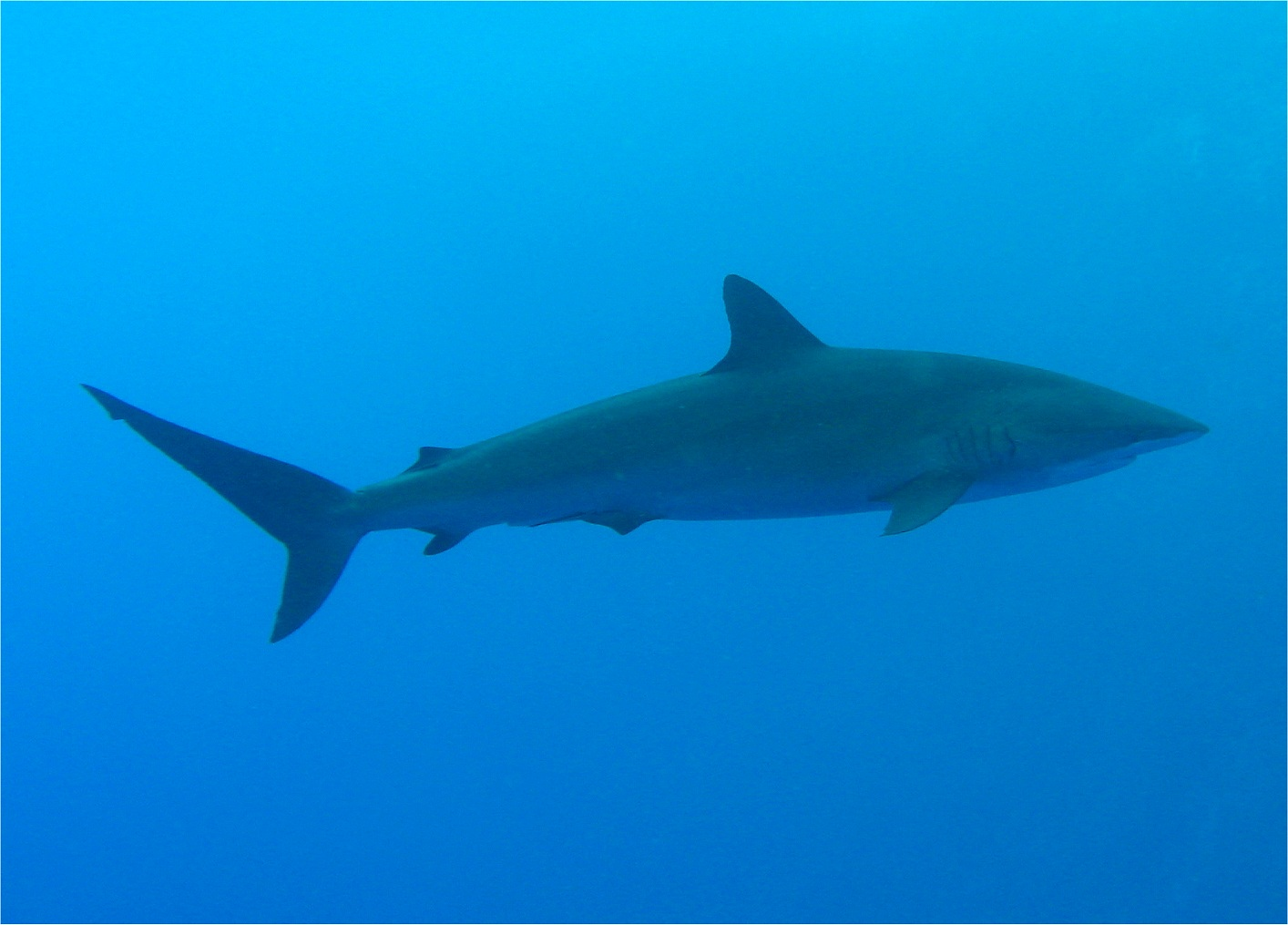
典型的には外洋域で見られる。

汎存種であり、水温23℃以上の海域で見られる。大西洋では、北限はマサチューセッツ州-スペイン、南限はブラジル南部-アンゴラ北部。地中海・メキシコ湾・カリブ海にも分布する。インド洋では、南限はモザンビーク-西オーストラリアで、紅海・ペルシャ湾でも見られる。太平洋では、北限は中国南部・日本-バハカリフォルニア南部・カリフォルニア湾、南限はシドニー・ニュージーランド北部-チリ北部。生活史の差異から、北西大西洋、西部・中央太平洋、東部太平洋、インド洋の4つの個体群が識別される。
主に外洋性で、最深で500m以上潜る可能性はあるが、海面から深度200mまででよく見られる。東部太平洋とメキシコ湾北部でのデータロガーによる調査では、99%の時間を海面から深度50mまで、80–85%の時間を水温26-30℃の場所で過ごしていた。このパターンは昼夜を問わず見られた。大陸棚の縁を好み、深い岩礁の上や島の周辺でよく見られる。分布域は外洋よりも、大陸の縁に沿って長く南北に伸びる。稀に、水深18m程度の浅い沿岸に出没することもある。移動性が高く回遊を行うが、その詳細はあまり分かっていない。データロガーによる調査では、1日に60km、調査期間中の総計で最大1339kmを移動した。大型個体は小型個体より長距離を移動する。少なくとも太平洋では、夏には少し高緯度に移動し、特にエルニーニョによる暖水塊が存在する場合は顕著である。北大西洋では、ほとんどの個体がアメリカ合衆国東海岸に沿って、メキシコ湾流に乗って北に移動する。アデン湾では、移動は晩春から夏に起こる。

## 形態
体は細く流線型、吻は丸く、かなり長い。鼻孔の前鼻弁はあまり発達しない。眼は中程度の大きさで丸く、瞬膜を備える。口角の唇褶は短く浅い。歯列数は上顎歯は29〜37、下顎歯が27〜37で上顎歯は三角形で強い鋸歯を持ち、後縁には凹みがある。中央の歯は直立するが、口角に近づくほど傾く。下顎歯は細く直立し、縁は滑らかである。鰓裂は5対で中程度の長さ。
背鰭と胸鰭は独特で、本種を同定する助けとなる。第1背鰭は比較的小さく、高さは個体の全長の1/10に満たず、胸鰭の後端より後ろから起始する。先端は丸く、後縁はS字、遊離した後端の長さは高さの半分程度。第2背鰭は微小で、臀鰭より小さく、鰭の高さの3倍近い長い遊離端を持つ。背鰭の間には細い隆起線が走る。胸鰭は細く鎌型で、成体では特に長い。臀鰭は第1背鰭のやや前より起始し、後縁は深く凹む。尾鰭はかなり高く、下葉はよく発達する。
皮膚は細かく重なり合った皮歯に密に覆われる。各皮歯は菱形で、前縁から後縁まで水平隆起線を持つ。線の数は個体の成長とともに増える。背面は金属光沢のある金褐色から暗灰色。腹面は白で、体側にいは微かな淡い帯が伸びる。第一背鰭以外の鰭は先端が暗くなり、若い個体では特に顕著である。体色は死後に急速に薄れ、鈍い灰色となる。メジロザメ属内では大型で、通常は2.5m程度だが、最大全長3.3mになると言われている。基本的に雌は雄より大きくなる。

## 生態
個体数は数千万と見積もられ、世界の大型海洋生物の中で最も個体数が多いものの一つだと推定される。ヨシキリザメ・ヨゴレとともに、外洋で最もよく見られるサメの一つでもある。他の2種と比べ、本種は厳密に外洋性というわけではなく、真の外洋よりも餌が容易に得られる陸地に近い沖合に最も多い傾向がある。活動的で好奇心が強く、攻撃的な捕食者である。だが、餌を巡る争いでは、本種より泳ぎが遅いがより攻撃的であるヨゴレには敵わない。興味あるものに近づいた場合、本種は頭を振りながらゆっくりとその周りを旋回するが、周囲の状況が変化した場合は非常に速く応答する。流木やブイなどの浮遊物の周辺でよく見られる。
若い個体はおそらく身を守るため、緩く大きな群れを作ることが知られる。回遊中には1千匹を超える個体が集合することがある。これらの群れは個体サイズごとに分かれており、太平洋ではおそらく性別によっても分離している。群れの内部では、互いに体を斜めにして体側を見せつけあう、口や鰓を広げる、などの行動が観察されている。時折、突如垂直に浮上し、水面に達する直前に方向転換して戻っていくという行動も見られる。これらの行動の意義は明らかではない。脅威に曝されると威嚇行動を行う。背を弓なりに曲げ、尾と胸鰭を下ろして頭を持ち上げた姿勢をとり、強張った動きで体側を相手に向けながら小さなループを描いて泳ぐ。
大型のサメやシャチが潜在的な捕食者として挙げられる。寄生虫として、ウミクワガタ類の Gnathia trimaculata、カイアシ類の Kroeyerina cortezensis、条虫のDasyrhynchus variouncinatus ・Phyllobothrium 属の一種などがある。頻繁にアカシュモクザメとの混群を作り、また、海獣に付いていくことも知られている。紅海でのある記録では、25匹の本種に加え、25匹のオグロメジロザメ、1匹のツマジロがハンドウイルカ属の大きなポッドに追従していた。本種自体に追従する魚類として、サメの前方の圧力波に乗るブリモドキの幼体や、餌の断片を拾ったり体を擦り付けて寄生虫を落としたりするアジ科魚類などがある。

### 摂餌

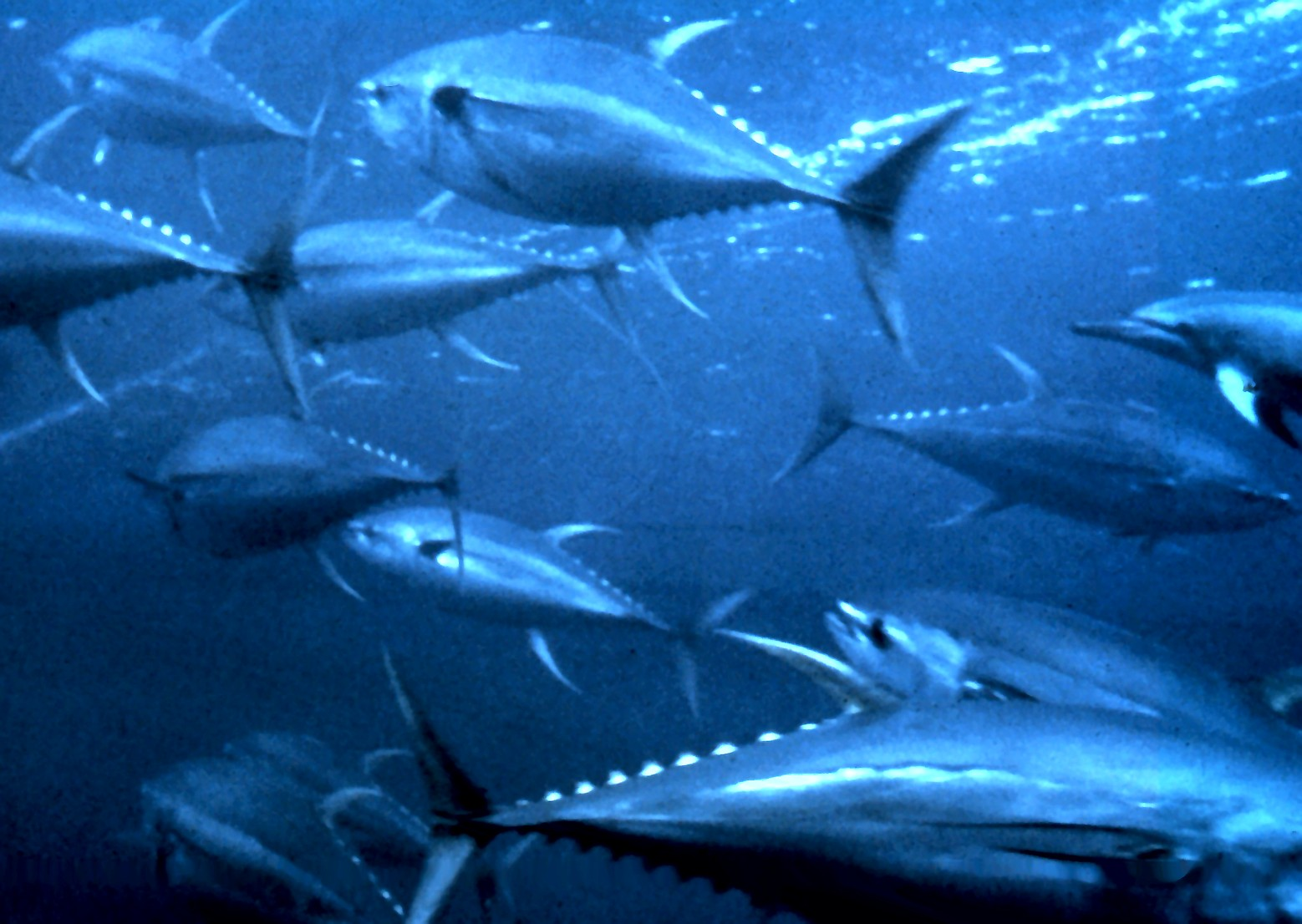
マグロを好み、群れを追いかける姿もよく見られる。

日和見的な捕食者である。餌は主に遊泳性から底生の硬骨魚で、マグロ・サバ・イワシ・ボラ・ハタ・フエダイ科・ムロアジ属・イスズミ科・ハマギギ科・ウナギ・ハダカイワシ・カワハギ科・モンガラカワハギ科・ハリセンボンが含まれる。イカ・カイダコ・ワタリガニ科なども食べる可能性があり、化石記録からはクジラの死骸を漁ることも推測される。複数個体が連携して効率よく狩りをすることも知られる。その一例として、太平洋で、小魚の群れを取り囲んで密な塊とし（ベイト・ボール）、これを水面に追い詰めて群れ全体を捕食することが記録されている。捕食時には、その塊に突入し、顎を開いたまま通り抜けて顎の端で獲物を引っ掛ける。複数個体が一度に突入することはあるが、各攻撃は独立して行われる。
フロリダとバハマでの研究から、本種は音、特に10–20 Hzの低周波音や不規則なパルスに敏感であることが示された。実験では、これらの音は数百mの距離から本種を惹き寄せた。この音は鳥やイルカが獲物を捕食するときの音に似ており、自然下では獲物の存在を意味するものと考えられる。これらの研究では、音の振幅や特性が変化した場合、それが別の捕食者によるものであるかどうかに関わりなく、本種は反転して離れていくことも示された。繰り返し音の変化に暴露することで馴化を起こして近づいてくるようになるが、より大胆なヨゴレと比べ、これにかかる時間は長い。
咬合力は、2mの個体で890Nと測定されている。本種はマグロに強く引き寄せられる。ガーナではほぼ全てのマグロの群れが後方に本種を伴っており、東太平洋では捕えたマグロやその漁具を破壊するため、漁業者から"net-eating shark"と呼ばれる。本種とハンドウイルカが同じ群れを獲物として競合することがあり、イルカが食べられる分は本種が食べる分だけ減少する。サメの数が多い場合、イルカは群れの辺縁に留まり、サメの捕食行動による偶発的な傷害を避ける傾向にある。逆にイルカが十分に多い場合、獲物の群れから本種は追い払われる。どちらが勝利したかにかかわらず、この2種の捕食者はお互いに対して明白な攻撃行動に及ぶことはない。

### 生活史

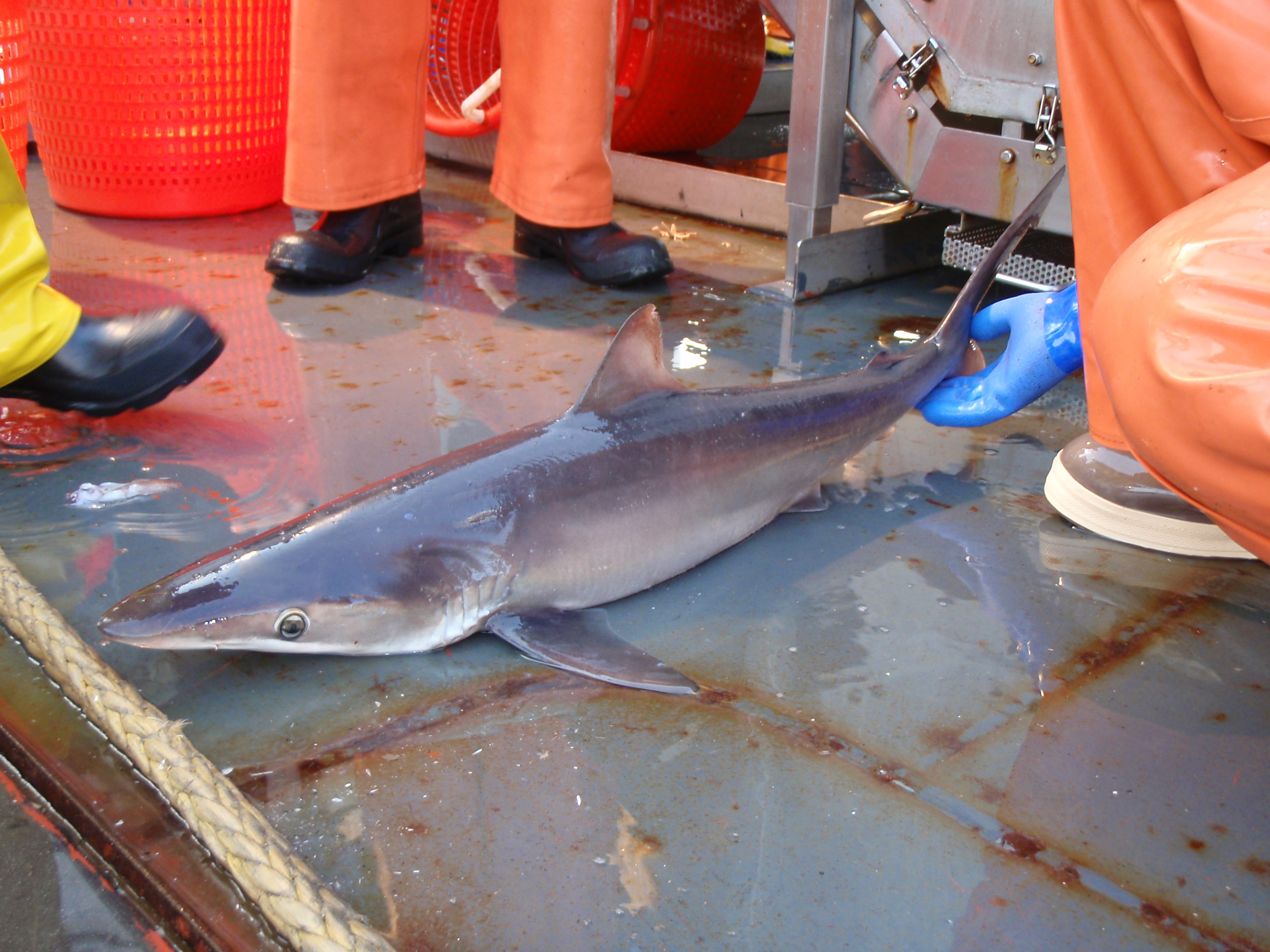
幼体。

他のメジロザメ類同様に胎生で、卵黄を使い果たした胎児は卵黄嚢を胎盤に転換する。他の胎生のサメと比較し、本種の胎盤は哺乳類のものとの共通点が少なく、胎児と母体の組織が相互に嵌合していない。さらに、哺乳類とは逆に、胎児の方が母体より赤血球が小さい。成体雌は右側の卵巣と左右の子宮が機能し、子宮内は胚が1個ずつ収められる区画に分かれている。
ほとんどの場所では年中繁殖すると見られるが、メキシコ湾では交尾と出産は晩春か初夏（5-8月）に起こる。だが、データのバイアスによって、繁殖に見かけ上の季節性が見られているだけである可能性もある。妊娠期間は12ヶ月で、毎年、または2年毎に繁殖する。産仔数は1-16（典型的には6-12）で、母体の大きさにつれて増加する。大型の外洋性サメを避けられることと、十分な餌が得られることから、大陸棚外縁の岩礁を幼体の成育場として用いる。捕食の危険性を減らすため幼体の成長は早く、初年度には25-30cm成長する。数ヶ月後（メキシコ湾では最初の冬）には成育場を離れて外洋に移動する。
| 地域       | 出生時  | 性成熟（雄） | 性成熟（雌） |
| ---------- | ------- | ------------ | ------------ |
| 北西大西洋 | 68-84cm | 2.15-2.25m   | 2.32-2.46m   |
| 東部大西洋 | ?       | 2.20m        | 2.38-2.50m   |
| インド洋   | 56-87cm | 2.39-2.40m   | 2.16-2.60m   |
| 西部太平洋 | ?       | 2.10-2.14m   | 2.02-2.20m   |
| 中部太平洋 | 65-81cm | 1.86m        | 2.00-2.18m   |
| 東部太平洋 | 70cm    | 1.80-1.82m   | 1.80-1.82m   |

生活史の詳細は地域により異なる（表を参照）。北西大西洋では中部・西部太平洋より大きく、東部太平洋では他の地域より小さい傾向がある。東部大西洋とインド洋では北西大西洋より大きいようだが、調査個体数が少ないため更なるデータが必要である。
全体的な成長速度で見れば、本種は他のサメと同程度で、雌雄の成長速度も似ている。だが、個体差はかなり大きい。中部太平洋での調査では、雌は雄より成長が遅いとされたが、このデータには大型の雌が含まれていないため結果が不正確となっているかもしれない。報告された中で、最も成長が速いのはメキシコ湾北部、最も遅いのは台湾北東部である。雄は6-10歳・雌は7-12+歳で性成熟する。温帯域の個体は熱帯域の個体より成長・性成熟が遅い。寿命は最低でも22年。

## 人との関わり

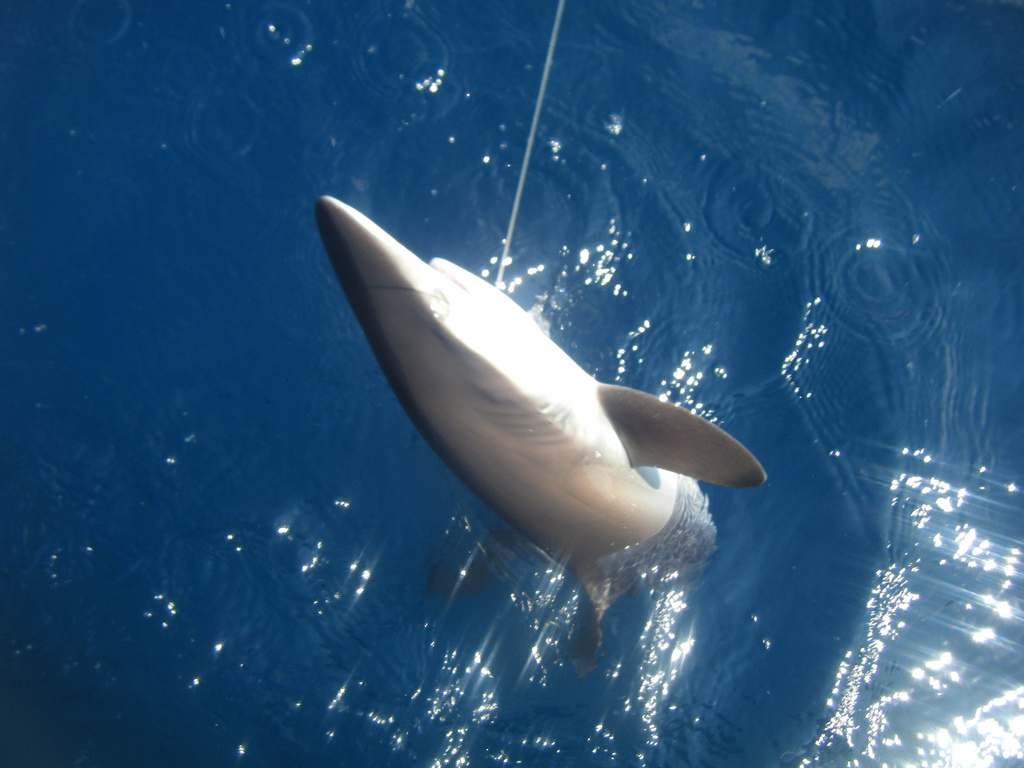
釣り人に捕獲された個体。多くの地域で大量に漁獲されている。

その大きさと歯の形から、潜在的に危険だと考えられているが、外洋性であるため人と接触することは少ない。好奇心が強く大胆であるためダイバーに繰り返し近づき、餌の存在下では危険なほど興奮する。外洋よりも岩礁域での遭遇ではより攻撃的になる傾向がある。各個体が持続的にダイバーに圧力をかけ、最終的に水中から追い出したケースもある。 2023年の国際サメ被害目録は3件の攻撃を記録しているが死亡例はない。
メキシコ・グアテマラ・エルサルバドル・コスタリカ・米国・エクアドル・スペイン・ポルトガル・スリランカ・モルディブ・イエメン・コートジボワールで行われる、複数種のサメを対象とした商業漁業・地域漁業で大量に漁獲されている。さらに、これより多数が分布域全域でのマグロ延縄・巻網で混獲され、魚群収集装置 (FAD) が用いられた場合は特に多い。東太平洋とメキシコ湾では最も混獲される量の多いサメで、全世界でもヨシキリザメに次いで2番目である。鰭はふかひれの材料とされ、鰭のみを切り取って体は海上で捨てるフィニングも行われる。鰭は年間50-150万個体が取引されていると見られる。香港のふかひれ市場では2-3番目に多い種で、全世界では取引量の半分以上を占めている。肉は生・干物・塩漬けで販売され、鮫皮・肝油も利用される。また、熱帯で骨董品として観光客に販売されるサメの顎標本の主な供給源ともなっている。遊漁者にも捕獲される。

### 保護
地球上で最も豊富で分布域の広いサメとして、漁獲による死亡率の高さにもかかわらず、一時は乱獲に耐性があると考えられていた。1989年だけで、90万個体が太平洋南部・中部でのマグロ延縄漁によって混獲されたが、一見して個体数には影響はないように見える。本種の漁獲データは、種レベルでの混同や疑問のある同定による過小報告によって混乱したものとなっている。それでも、本種の繁殖力はそれほど高くないためこのレベルの乱獲には耐えられず、実際には全世界で減少していることを示す多数の証拠がある。FAOによる全世界での年間漁獲量は、2000年の11,680 tから2004年には4,358 tに減少している。地域的にも傾向は同じで、中部太平洋では1950年代-1990年代で90%・コスタリカでは1991-2000年で60%・メキシコ湾では1950年代-1990年代で91%・北西大西洋では（他の大型メジロザメ類を含め）1950年代-1990年代で85%減少したと見られている。スリランカでは、1994年の25,400 tをピークとして2006年には1,960 tに減少したと報告されており、資源が枯渇したと見られる。対照的に、太平洋とインド洋での日本の漁業では1970年代-1990年代の間で変化は見られず、メキシコ湾と北西大西洋の資源量評価に用いた方法論の妥当性についても多くの議論がある。
最新の知見から、2007年にIUCNは本種の全世界での保全状況を軽度懸念から準絶滅危惧に変更した。大西洋南西部・インド洋・太平洋中西部では同じく準絶滅危惧、太平洋中東部・南東部、大西洋北西部・中西部では危急種とされている。海洋法に関する国際連合条約では高度回遊性魚種として附属書Iに載せられているが、特別な保護政策は取られていない。多くの国家や超国家的機関により進められている、フィニング禁止活動は本種の保護に繋がる。大西洋まぐろ類保存国際委員会 (ICCAT) や全米熱帯まぐろ類委員会 (IATTC) のような機関も、サメの混獲を減らすことを最終目標とした漁業監視の改善措置を講じている。だが、マグロを追って広範囲を回遊する習性から、水産活動に影響を与えずに混獲を減らすのは容易ではないと考えられる。